# Hans Leonhard Schäufelein

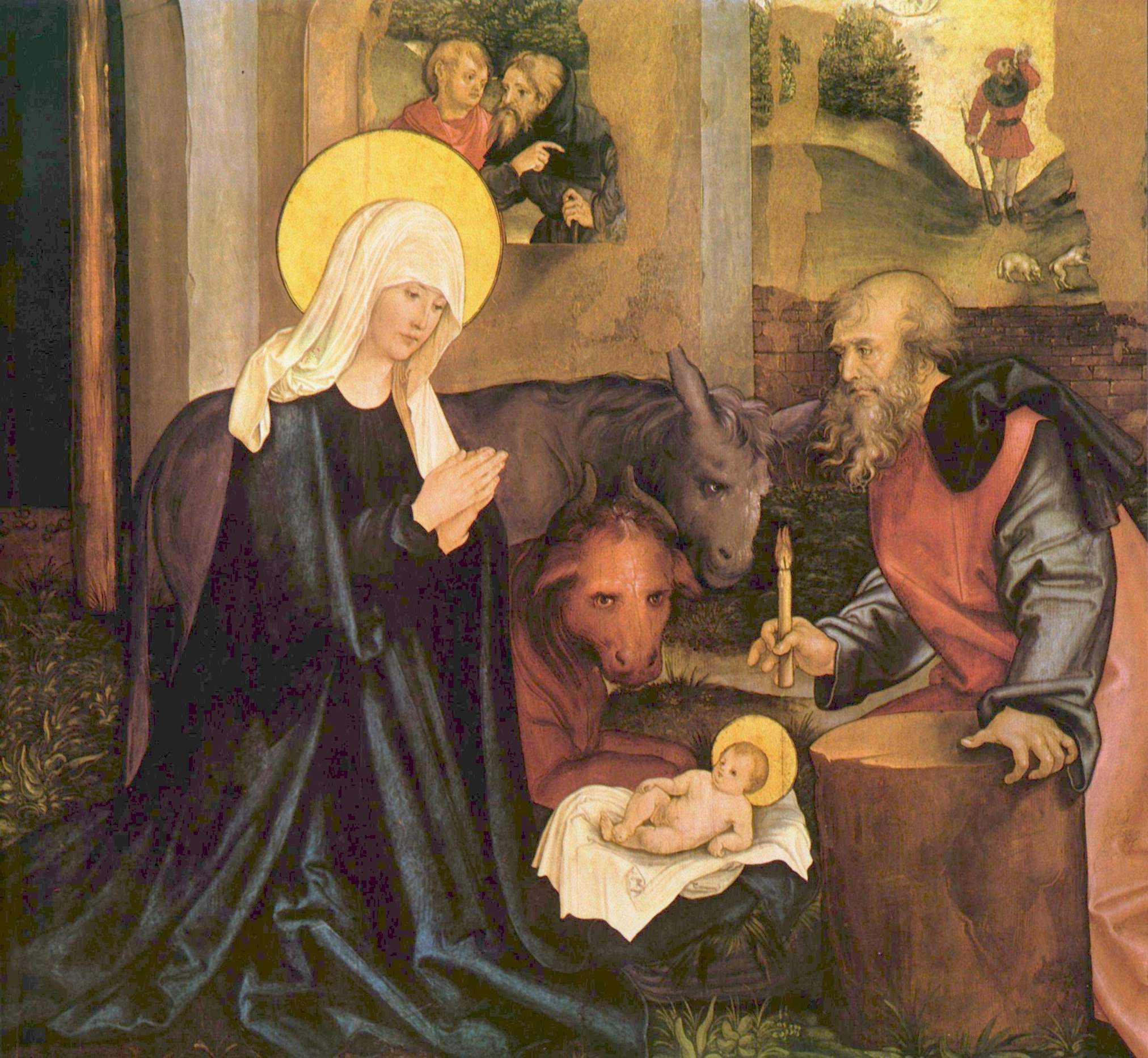
De geboorte van Christus, 1506-1507, Hamburger Kunsthalle

Hans Leonhard Schäufelein (Neurenberg?, ca. 1480 - Nördlingen, ca. 1538-1540) 
was een Duits kunstschilder, houtsnijder en boekverluchter. Hij vervaardigde onder meer portretten en historische en religieuze taferelen en was tevens actief als glasschilder.
Scháufelein ging waarschijnlijk rond 1503/1504 naar de werkplaats van Albrecht Dürer in Neurenberg, en de invloed van Dürer is duidelijk zichtbaar in Scháufeleins vroegste grafische werken. Ten tijde van Dürers tweede reis naar Italië voltooide hij diens passie-altaar voor keurvorst Frederik III van Saksen. In de jaren 1507 - 1508 werkte hij in Augsburg voor Hans Holbein de Oude. Hij reisde in 1509/1510 naar Tirol, waar hij in Niederlana bei Meran scènes van de Passie schilderde op de vleugels van een altaarstuk gesneden door een plaatselijke kunstenaar, Hans Schnatterpeck. In 1510 keerde hij terug naar Augsburg, waar hij zowel als schilder als ontwerper van houtsneden actief was. Van 1510 tot omstreeks 1515 maakte hij houtsneden voor keizer Maximiliaan I. In 1513 schilderde hij een groot altaarstuk met scènes uit de Passie en de Apocalyps voor het hoofdaltaar van de benedictijnenabdij in Auhausen, vlak bij de Zwabische stad Nördlingen. In 1515 verhuisde hij naar Nôrdlingen en verkreeg het staatsburgerschap. Nu begon een decennium van grote productiviteit. Scháufelein bleef actief in Nôrdlingen tot ver in de jaren 1530. Hij stierf ergens tussen 1538 en 11 november 1540, toen zijn vrouw als weduwe werd vermeld. Scháufelein was een belangrijke en getalenteerde opvolger van de Dürer-stijl.
Tot zijn latere werk behoren het Christ-Gartner-altaar (Alte Pinakothek, München) en het Ziegler-altaar (Nördlingen).